# Hohenstein (Gemeinde Liebenfels)
Hohenstein ist eine Ortschaft in der Gemeinde Liebenfels im Bezirk Sankt Veit an der Glan in Kärnten (Österreich). Die Ortschaft hat 51 Einwohner (Stand 1. Jänner 2024). Sie liegt zur Gänze auf dem Gebiet der Katastralgemeinde Rosenbichl.

## Lage
Die Ortschaft liegt im Südwesten des Bezirks Sankt Veit an der Glan, knapp oberhalb des Glantals, zwischen Liebenfels und Pulst. Sie umfasst Schloss Hohenstein mit Nebengebäuden und westlich davon über eine Entfernung von etwa 1 Kilometer hinweg ein paar Häuser.

## Geschichte
Der Vorläuferbau des im 16. Jahrhundert errichteten Schlosses Hohenstein ging auf das 12. Jahrhundert zurück. 1365 wurde Hawenstein erwähnt.
Die Ortschaft Hohenstein gehörte in der ersten Hälfte des 19. Jahrhunderts zum Steuerbezirk Rosenbichl. Bei der Schaffung der politischen Gemeinden Mitte des 19. Jahrhunderts kam der Ort zur Gemeinde Feistritz, die 1875 in Pulst umbenannt wurde. Durch eine Gemeindefusion 1958 kam die Ortschaft an die Gemeinde Liebenfels. Seit dem letzten Viertel des 20. Jahrhunderts sind die Höfe Mossenig und Wertsch in Hohenstein Standorte des der anthroposophischen Sozialtherapie verpflichteten Camphill Liebenfels.
1932 und 2004 fanden archäologische Grabungen zur Erkundung des aus dem 2. Jahrhundert n. Chr. stammenden Noreia-Heiligtums in Hohenstein statt.

## Bevölkerungsentwicklung
Für die Ortschaft zählte man folgende Einwohnerzahlen:
- 1869: 6 Häuser, 34 Einwohner[3]
- 1880: 6 Häuser, 61 Einwohner[4]
- 1890: 6 Häuser, 41 Einwohner[5]
- 1900: 4 Häuser, 22 Einwohner[6]
- 1910: 5 Häuser, 21 Einwohner[7]
- 1923: 5 Häuser, 39 Einwohner[8]
- 1934: 38 Einwohner[9]
- 1961: 5  Häuser, 23 Einwohner[10]
- 2001: 11 Gebäude (davon 8 mit Hauptwohnsitz) mit 10 Wohnungen und 10 Haushalten; 47 Einwohner und 4 Nebenwohnsitzfälle; 2 Arbeitsstätten, 1 land- und forstwirtschaftlicher Betrieb[11]
- 2011: 10 Gebäude, 37 Einwohner, 15 Haushalte, 3 Arbeitsstätten[12]
- 2021: 10 Gebäude, 38 Einwohner, 11 Haushalte, 4 Arbeitsstätten[13]